# Peter Kraus
Peter Kraus, född den 27 juni 1941 i Rüsselsheim, Tyskland, död 1 augusti 2024, var en västtysk landhockeyspelare.
Han tog OS-guld i herrarnas landhockeyturnering i samband med de olympiska sommarspelen 1972 i München.